# Richard Bong
Richard Ira Bong (Poplar, Wisconsin, 24 de septiembre de 1920-Burbank, California, 6 de agosto de 1945) fue un piloto de combate estadounidense de la USAAF que alcanzó el rango de mayor. Es el As de la aviación más importante de los Estados Unidos, con 40 aviones japoneses derribados en la Guerra del Pacífico durante la Segunda Guerra Mundial, por lo que fue condecorado con la Medalla de Honor.

## Biografía
Richard Ira Bong nació en el pueblo de Poplar en Wisconsin como el primogénito de unos inmigrantes de origen sueco que se establecieron una granja en El Álamo. Dick tuvo ocho hermanos y creció en el típico ambiente de las granjas, cazando y pescando. Se hizo adicto al maquetismo aeromodelístico haciendo numerosos modelos de aeroplanos de la Primera Guerra Mundial y desarrolló gran afición por la aviación. Ingresó en la universidad State Teachers College de la localidad de Superior en 1938, y estando allí se inscribió en un curso de capacitación para piloto civil, tomando además clases privadas de vuelo. Conoció allí en una fiesta a su futura esposa Marjorie "Marge" Vattendahl.
Después del ataque a Pearl Harbor se enroló en el cuerpo aéreo del ejército y obtuvo sus alas en enero de 1942, en mayo fue transferido al Campo Hamilton en Arizona como instructor de vuelo.

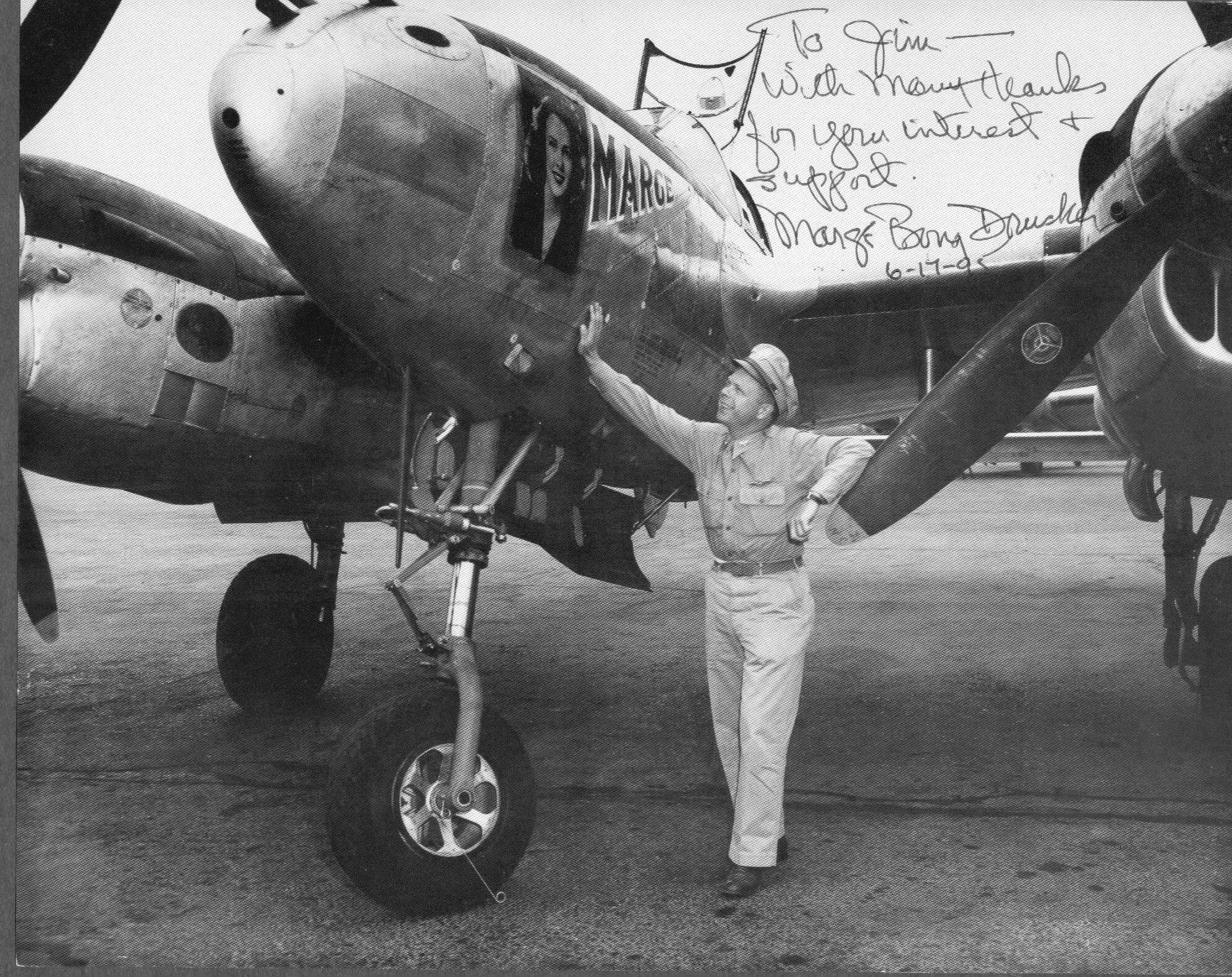
El P-38 de Bong llamado "Marge".

Es allí donde se familiarizó con el nuevo caza bimotor P-38 Lightning y se convirtió en un diestro piloto de este caza de combate.  En una ocasión, Bong voló bajo el puente Golden Gate para impresionar a su novia y fue reprendido por el general George C. Kenney  por romper las reglas. Su grupo partió hacia el Reino Unido en julio de 1942 y él no fue incluido en la destinación por estar sancionado e impedido de volar.
El alto mando tenía otros planes para él y fue asignado entonces al Frente del Pacífico, como parte del 48.º Escuadrón de Caza del 78.º Grupo de Combate, con base en Darwin, Australia y voló en misiones de reconocimiento y luego en misiones de combate ganando experiencia en la clásica maniobra "hit and run". El 27 de diciembre de ese año, logró derribar un Nakajima Ki-43 Oscar y un Zero.

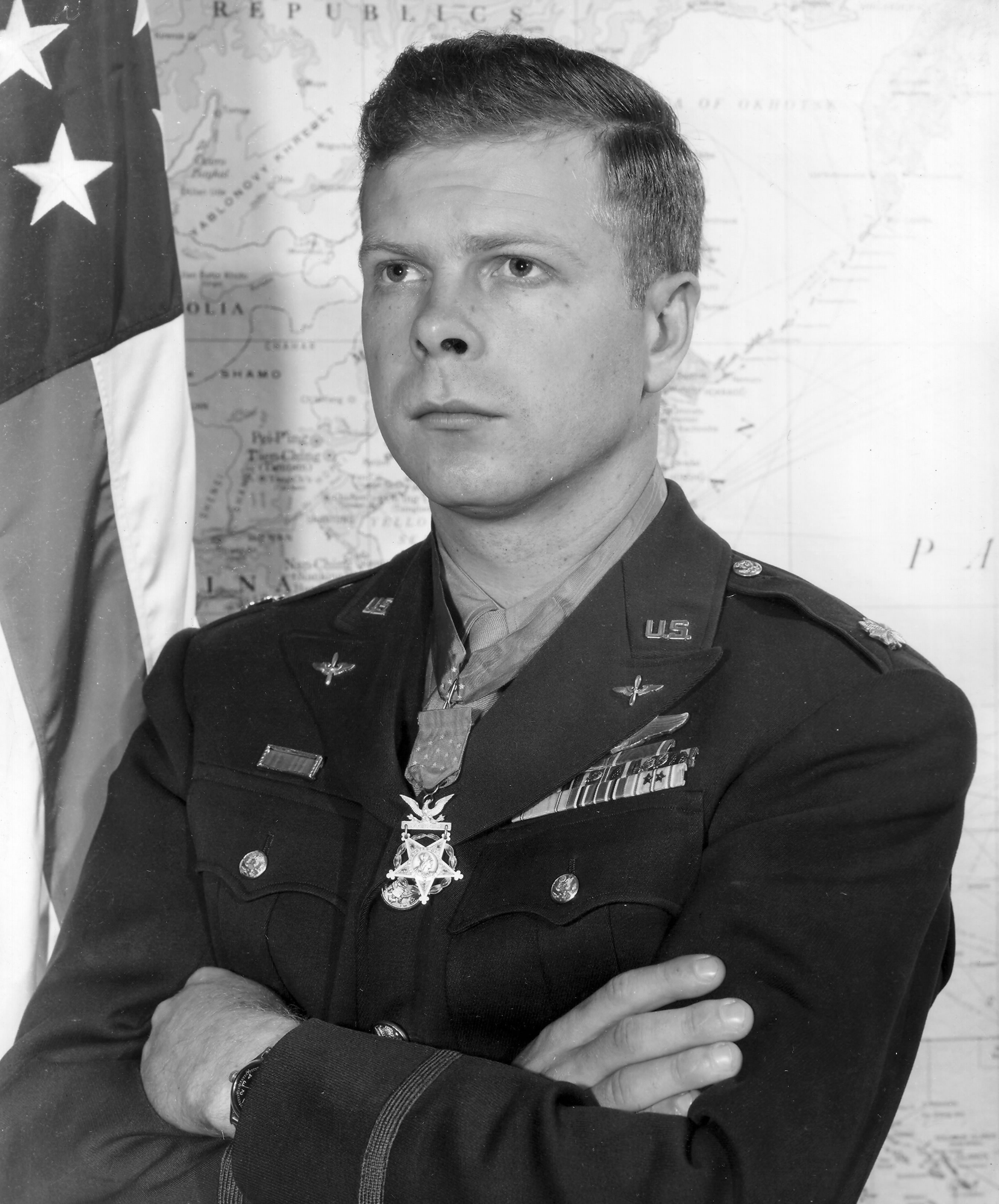
El mayor Richard Bong al momento de ser condecorado con la Medalla de Honor

A comienzos de 1943, durante un permiso, se comprometió con su novia Marge e hizo pintar su fotografía de graduación en el morro de su P-38, matrícula 2103993 con lo que hace distintivo su avión de combate llamándole Marge.
En marzo de 1943 fue trasladado a Schwimmer Field con base en Port Moresby, Nueva Guinea asimilándose al 9.º Escuadrón de Combate del 49.º Grupo de Combate. En esta etapa, Bong derribó sucesivamente 6 aviones enemigos y el 26 de julio de 1943, derribó 4 aviones enemigos más, completando diez derribos confirmados. Por estas acciones se le concedió la Cruz de Vuelo Distinguido y fue reconocido por sus superiores como un extraordinario piloto de vuelo con un instinto innato.
En agosto fue ascendido a capitán y, en abril de 1944, registró su 27.º derribo acreditado, lo que lo convirtió en As de ases de los Estados Unidos, superando el registro de Eddie Rickenbacker en la Primera Guerra Mundial. También se le ascendió al grado de mayor. El Alto Mando decidió aprovechar su experiencia y enviarlo a casa, pero Bong retrasó el cumplimiento de la orden hasta completar su cuadragésimo derribo y sumando 500 horas de combate. En diciembre de 1944 fue condecorado con la Medalla de Honor del Congreso por el general Douglas MacArthur. Fue recibido en enero de 1945 en su patria como un As condecorado y héroe de combate. El 10 de febrero de 1945, Bong se casó finalmente con su novia Marge Vattendahl ante la presencia mediática de periodistas de todo el orbe y 1200 invitados.
Bong fue asimilado al Comando Técnico del Ejército en Burbank, California, donde se puso a los mandos de aviones de la Lockheed como piloto de pruebas, específicamente para evaluar el P-80 Shooting Star, el primer caza de reacción de la USAF.

## Fallecimiento

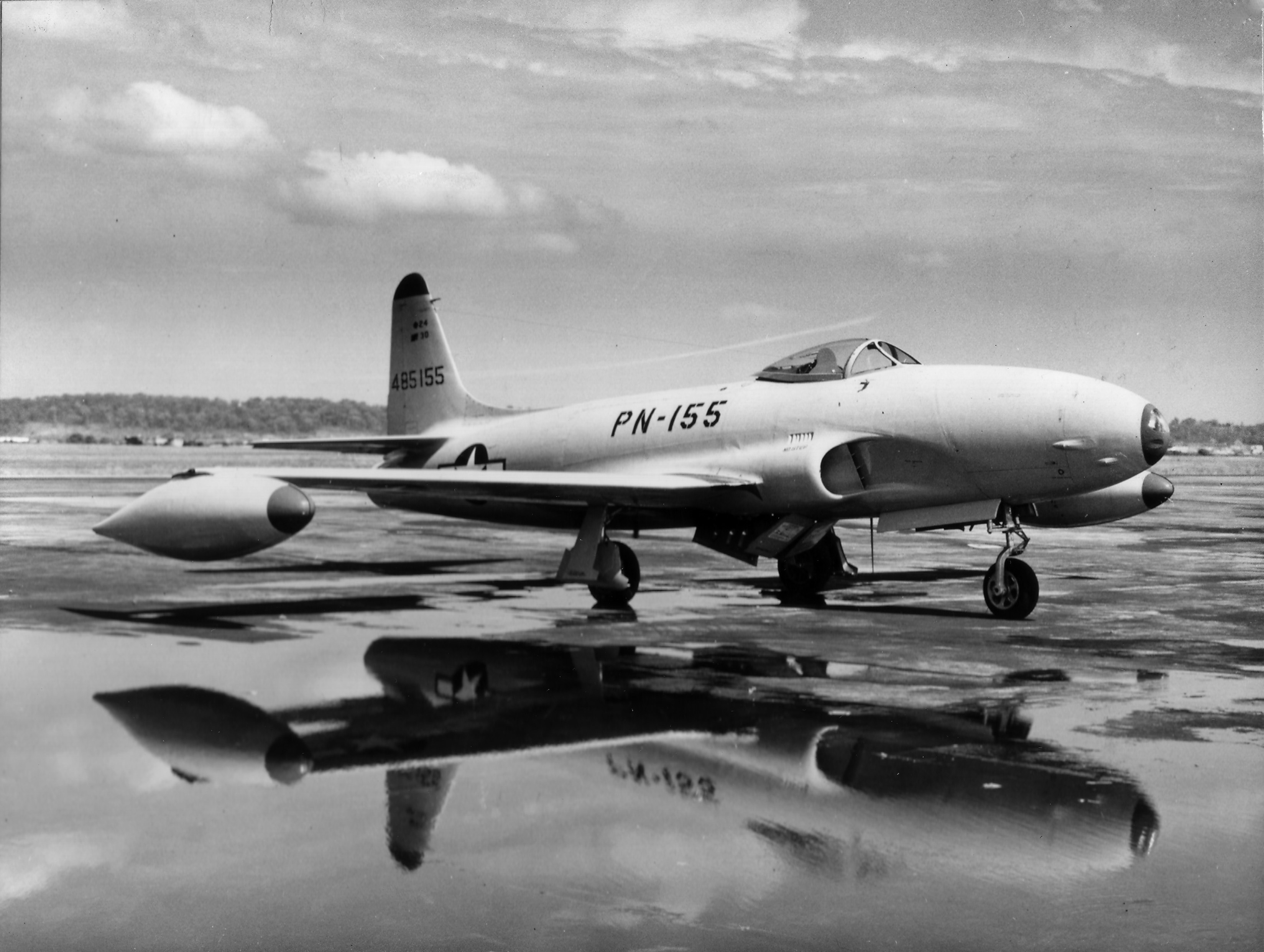
Bong murió en 1945 mientras probaba un P-80A similar a este.

El 6 de agosto de 1945, Bong se subió a un Lockheed P-80, matrícula 85048 para un vuelo de pruebas de rutina. Había inspeccionado previamente el aparato y comenzó la maniobra de despegue a las 14:30 horas, pero en ese momento el avión emitió humo negro de sus reactores y Bong quitó la cubierta de su cabina para salir del aparato, pero éste hizo un movimiento en picado hacia la derecha que impidió la salida del piloto. El caza se estrelló de morro y explotó en llamas, causando la muerte instantánea del as estadounidense. La noticia de su muerte fue recibida por su esposa a través de una emisora de radio. El deceso de Bong pasó desapercibido entre la opinión pública debido a que la información estaba copada por la bomba atómica lanzada sobre Hiroshima ese mismo día.

## Legado
Su mujer Marge vivió en una casa construida en El Álamo, Wisconsin. Se casó más tarde con Murray Drucker y tuvo dos hijas, enviudó nuevamente en 1991 y falleció  de cáncer el 27 de setiembre de 2003. En vida, Marge promovió centros recreativos llamados campamentos Bong y también publicó un libro sobre su marido llamado Richard “Bong y Margue, una historia de amor”. Ella además estuvo presente en la dedicación del puente Richard I. Bong en Minnesota.